# الحقوق الأدبية
الحقوق الأدبية، نسبة للحقوق التي لا تقبل أن تحول ملكيتها لأحد وهي مشروطة ولا تتوقف على قوانين أو عادات أو معتقدات مجتمع معين أو نظام حكم ما. وتسمى الحقوق الأدبية بأكثر من أسم مثل الحقوق الأخلاقية أو الحقوق المعنوية أو الحقوق الأساسية. وهي حقوق يحظى بها أصحاب الأعمال الأدبية والفنية المبدعة وهي محمية بموجب حقوق الطبع والنشر والمعترف بها في القانون المدني، وبدرجات أقل في مواد القانون العام. وتنطبق حقوق الملكية الفكرية على أصحاب الأعمال الأدبية والدرامية والموسيقية والفنية، وكذالك الأفلام بحيث يتمتع المخرج بحق الملكية، وهنالك بعض الاستثنائات التي يجب الأنتباه اليها، مثل: برامج الكومبيوتر وبعض الوظائف التي تحتاج مصادر. وفي بعض الأحيان لا يتمتع الموظفون بحقوق الملكية. كما تشتمل الحقوق الأدبية على حق الأسناد، الحق في نشر مصنف على أنه من مجهول أو بأسم مستعار، والحق في سلامة العمل الأدبي. ويسمح الحفاظ على سلامة العمل للمؤلف بالأعتراض على تغيير أو تشويه أو على أي عمل يضر بشرف أو سمعة المؤلف أو أي شيء ينتقص من علاقة الفنان بالعمل حتى بعد أن يترك ملكية الفنان أو ملكيته  التي تؤدي إلى تفعيل حقوق الملكية.
تختلف حقوق الملكية عن أي حقوق مالية مرتبطة بحقوق الطبع والنشر.وحتى إذا تنازل الفنان عن حق الطبع والنشر الخاصة به إلى أي جهة خارجية أخرى فله حق الاحتفاظ بحق الملكية للعمل الأدبي. وتم الاعتراف لأول مرة بالحقوق الأدبية في فرنسا وألمانيا  قبل إدراجها في اتفاقيات لحماية المصنفات الأدبية والفنية في عام 1928، وتعترف كندا بالحقوق الأدبية في قانون حق المؤلف، كما ووقعت الولايات المتحدة على الاتفاقية في عام 1989، وأدرجت نسخة من حقوق الملكية بموجب قانون حقوق الطبع والنشر تحت المادة رقم 17 من قانون الولايات المتحدة.
تسمح بعض السلطات القضائية بالتنازل عن حقوق الملكية في الولايات المتحدة. ويعترف قانون الحقوق الأدبية بالفنانين التشكيلين لعام 1990 وبحق الملكية، لأنه لا يطبق إلا على مجموعة قليلة من الأعمال الفنية المرئية لأغراض تشمل اللوحات والرسومات المطبوعة والمنحوتات والصور الفتوغرافية الموجودة بنسخة واحدة أو بعدد محدود. كما أن الفن المستقل لا تشمله التنازلات لأنها تعمل فقط في حماية الأعمال الفنية التي يمكن اعتبارها ذات مكانة معترف بها، وهنالك بعض العناصر التي لا تشملها الحماية مثل الملصقات، والخرائط، والصور المتحركة، والمنشورات الأكترونية، والفنون التطبيقية. وتمنح الحقوق الفكرية حقين محددين: الأول هو الأسناد ويعني تجنب الأسناد الخاطئ للعمل الفني، والحق الثاني هو حق النزاهة أي أنه يمنع التشويه أو التعديل على العمل، وهذه الحقوق تقلل من خوف الفنانين على أعمالهم من حيث التشهير وسلب حق الطبع والنشر والأمور التي تؤثر على سمعتهم.ولا يمكن نقل عمل الفنان بعد موته إلى أحد إلا في حياته أو إذا كتب تنازل عن حقه. بالإضافة إلى هذا، فإن بعض الدول مثل النمسا تفرق بين الحقوق الأدبية  على الأعمال الهزيل والجيدة من حيث النزاهة لذالك تحد من الأستخدامات لانها تضر بالمؤلف وتسمح بخدمة الطبع المحدد بزمن لحماية حق المؤلف بالطبع والنشر وتقوم أيضا بتحديد الأستخدامات المسموح بها وغير المسموح بها لمنع أنتهاك حقوق الملكية الفكرية.

## اتفاقية برن
أُبرمت هذه الأتفاقية في عام 1928 في روما وتتضمن أهم بندين من بنود حماية الحقوق الفكرية، وهي الاسناد والنزاهة، وهي مدرجة تحت رقم المادة 6. وبغض النظر عن الحقوق المالية للمؤلف، وحتى بعد نقل الحقوق المذكورة، يحق للمؤلف المطالبة بتأليف المصنف والأعتراض على أي تحريف أو تعديل أو أي جراء من شئنه أن يشوه ويهين العمل أو يمس سمعة وشرف المؤلف.

## وضع حقوق الملكية في جميع أنحاء العالم

### الجدول
عنوان تفسيري:
- ∞: غير محدد (لتحديد الحقوق الأخلاقية الدائمة، على الرغم من أن البلدان والمناطق قد يكون لها صيغ مختلفة في قوانينها وأنظمتها)
- = الحقوق الاقتصادية: تساوي أو تتساوى مع الحقوق المالية

(توضيح: هذه القائمة غير كاملة. ويمكنك المساعدة من خلال توسيعها)
| البلدان والمناطق                        | شروط الحقوق الأدبية                                                                  | المراجع |  |                                                 |                                                          |
| ألبانيا                                 | = الحقوق المالية (المصنفات المحمية بحقوق الطبع والنشر بناءً على تاريخ النشر والإنشاء) | الفنون. 4، 17-21، Law no. 7564 المؤرخ في 19 أبريل 1992 المعدل بالقانون رقم. 7923 بتاريخ 19 مايو 1995              |  |                                                 |                                                          |
| الجزائر                                 | ∞ غير قابلة لنقل، لا يمكن التنازل عنها                                               | فن. 21، الأمر رقم 03-05 بشأن حق المؤلف والحقوق المجاورة (19 جمادى الأولى 1424 الموافق 19 يوليو 2003)              |  |                                                 |                                                          |
| أندورا                                  | الحقوق المالية                                                                       | الفنون. 6، 18 قانون حق المؤلف والحقوق المجاورة لعام 1999                                                          |  |                                                 |                                                          |
| أنغولا                                  | ∞ غير قابل للنقل                                                                     | فن. 18، قانون حقوق المؤلف (رقم 4/90 المؤرخ 10 مارس 1990)                                                          |  |                                                 |                                                          |
| أنتيغوا وبربودا                         | الحقوق المالية                                                                       | س. 18، قانون حق المؤلف، 2002                                                                                      |  |                                                 |                                                          |
| أرمينيا                                 | غير محدد                                                                             | فن. 12، قانون حق المؤلف والحقوق المجاورة بتاريخ 15 يونيو 2006                                                     |  |                                                 |                                                          |
| النمسا                                  | أكثر من 70 سنة                                                                       | حق المؤلف 21/1991                                                                                                 |  |                                                 |                                                          |
| أستراليا (بما في ذلك الأقاليم الخارجية) | الحقوق المالية                                                                       | س. قانون حقوق النشر 1968                                                                                          |  |                                                 |                                                          |
| أذربيجان                                | ∞ غيرمحدد                                                                            | الفنون. 14، 27، قانون حق المؤلف والحقوق المجاورة الصادر في 5 يونيو 1996                                           |  |                                                 |                                                          |
| بربادوس                                 |                                                                                      | الحقوق المالية |  | أكثر من 20 سنة تقويمية (حقوق ضد الإسناد الخاطئ) | س. 18 (1)، 18 (2)، حق المؤلف، القانون، 05/03/1998، رقم 4 |
| بيلاروس                                 | غير محدد                                                                             | الفن حق المؤلف |  |                                                 |                                                          |
| بلجيكا                                  | ∞ غير قابل للنقل                                                                     | الفنون. 1 (2)، 7، قانون حق المؤلف والحقوق المجاورة (المؤرخ 30 يونيو 1994، المعدل بالقانون الصادر في 3 أبريل 1995) |  |                                                 |                                                          |
| كندا                                    | = يمكن التنازل عن الحقوق المالية                                                     | الفنون. قانون حق المؤلف 1985،                                                                                     |  |                                                 |                                                          |
| الصين                                   | ∞ دائم وأثر رجعي                                                                     | الفنون. 10، 20، قانون حقوق النشر لجمهورية الصين الشعبية                                                           |  |                                                 |                                                          |
| الدنمارك                                | حق المؤلفأكثر من 70 سنة (∞ غير محدودة إذا كان استخدام العمل ينتهك المصالح الثقافية)  | المادة 63 (1)، 75، القانون الموحد لحقوق الطبع والنشر 2010. قانون التوحيد رقم 202 بتاريخ 2/27/2010                 |  |                                                 |                                                          |
| غانا                                    | ∞ دائم التجدد                                                                        | الفنون. 6، 18، قانون حق المؤلف، 2005، رقم 690                                                                     |  |                                                 |                                                          |
| مصر                                     | ∞ ثابثة وغير قابلة لتجديد وغير قابلة للتخصيص                                         | فن. 143، قانون رقم 82 لسنة 2002 بشأن حماية حقوق الملكية الفكرية وحقوق المؤلف والحقوق المجاورة                     |  |                                                 |                                                          |
| فرنسا                                   | ∞ دائمة وغير قابلة للنقل ولا تسقط بالتقادم                                           | فن. L121-1 قانون الملكية الفكرية                                                                                  |  |                                                 |                                                          |
| هونج كونج                               | الحقوق المالية، لا يمكن التنازل عنها، ويجب التأكيد عليها                             | س. 89-114، قانون حق المؤلف، الفصل 528، القسم الرابع                                                               |  |                                                 |                                                          |
| إيطاليا                                 | ∞ ثابتة وغير قابلة للنقل                                                             | الفنون. 22-23، ليج 22 أبريل 1941، ن. 633 [12]                                                                     |  |                                                 |                                                          |
| ماكاو                                   | ∞ ثابتة وغير قابلة للنقل ولا تسقط بالتقادم                                           | الفنون. 7 (د)، 41، المرسوم بقانون رقم 43/99 / م الصادر في 16 أغسطس 1999                                           |  |                                                 |                                                          |
| مقدونيا                                 | ∞ غيرمحدد                                                                            | الفنون. 61 (2)، 75، حق المؤلف والحقوق المجاورة، قانون 31/08/2010، رقم 115                                         |  |                                                 |                                                          |
| مولدوفا                                 | ∞ غير قابل للنقل الأ يفترضه الورثة                                                   | الفن |  |                                                 |                                                          |
| هولندا                                  | = الحقوق المالية                                                                     | الفن |  |                                                 |                                                          |
| سلطنة عمان                              | ∞ دائمة وغير قابلة للنقل وغير قابلة للتنازل                                          | فن. 5 قانون حماية حق المؤلف والحقوق المجاورة، المرسوم السلطاني رقم 65/2008                                        |  |                                                 |                                                          |
| جنوب أفريقيا                            | = الحقوق المالية، يمكن التنازل عنه، غير قابل للتنازل                                 | فن. 20 قانون حق المؤلف رقم 98 لعام 1978                                                                           |  |                                                 |                                                          |
| المملكة المتحدة                         | = الحقوق المالية، يمكن التنازل عنها، ويجب التأكيد عليها                              | الفنون. 77-89، قانون حق المؤلف والرسوم والنماذج والبراءات لعام 1988                                               |  |                                                 |                                                          |

### في أوروبا
في معظم أنحاء أوروبا، لا يمكن للمؤلفين التنازل عن حقوقهم الأدبية أو التنازل عنها. وهذا بسبب حق المؤلف الأوروبي نفسه، والذي يعتبر عنصرًا من عناصر الملكية التي لا يمكن بيعها، ولكن يجوز الترخيص فقط. ويمكن للمؤلف الموافقة على التنازل عنها إلى حد محدود. وقد يكون هناك أيضًا مطلب للمؤلف «لتأكيد» هذه الحقوق الأدبية قبل أن يتمكن من تنفيذها في العديد منالكتب، على سبيل المثال، ويكون ذلك في صفحة المقدمة من الكتاب، في وبين بيانات المكتبة البريطانية/مكتبة الكونجرس.  

### في كندا
المقال الرئيسي: الحقوق الأدبية في قانون حقوق النشر الكندي
يحمي قانون حقوق النشر الكندي الحقوق الأدبية للمؤلفين. ولا يمكن التنازل عن الحقوق الأدبية ولكن يمكن التنازل عنها تعاقديًا. تحتوي العديد من عقود النشر في كندا الآن على تنازل قياسي عن حق الملكية. واشتهرت ممارسة الحقوق الأدبية في كندا في قضية سنو ضد إيتون سنتر، كلف مركز تورنتو إيتون، وهو مركز تسوق كبير، الفنان مايكل سنو بعمل تمثال كندي إيز.

### في الصين
تنص المادة 20 من قانون حق المؤلف لجمهورية الصين الشعبية في عام (1990) على مدة غير محدودة لحماية حقوق التأليف والتعديل وسلامة المؤلف. نظرًا لأن المادة 55 من نفس القانون توفر حماية بأثر رجعي لفترة غير منتهية في تاريخ دخول هذا القانون حيز التنفيذ، فإن الحقوق الأدبية الدائمة في  الصين هي أيضًا بأثر رجعي. تحتفظ بنسخة 2001 بهذا الحكم وأصبحت المادة 55 الأصلية  هي المادة 59.

### في غانا
في المادة 18، من  قانون حق المؤلف، وفي عام  2005 [ثابت] يوفر حقوقًا أدبية دائمة، والحقوق الأدبية في الفن. وفي المادة رقم  6، وهي  للإسناد الصحيح وضد أي تحريف أو تشويه أو أي تعديل آخر للمصنف حيث يكون هذا فعل أو يضر بسمعة أو شرف المؤلف.

### في هونغ كونغ
الحقوق الأدبية محددة بموجب قانون حق المؤلف (الفصل 528) القسم الرابع، بدءًا من القسم 89. لا يتمتع مؤلف برنامج الكمبيوتر بحقوق أديبة (القسم 91). لا يمكن نقل الحقوق الأدبية إلا عند وفاة صاحب الحقوق الأدبية (المادتين 105 و106).

### في الهند
الحقوق الأدبية المعترف بها بموجب المادة 57 من قانون حق المؤلف في الهند. تشير المادة 57 من قانون حق المؤلف في الهند إلى الحقوق الخاصة للمؤلف. فإن المادة تنص: 
1. بغض النظر عن حقوق التأليف والنشر للمؤلف، وحتى بعد التنازل كليًا أو جزئيًا عن حقوق النشر المذكورة، يحق لمؤلف العمل المطالبة بتأليف العمل وكذلك الحق في تقييد أو المطالبة بتعويضات فيما يتعلق من:

- أي تحريف أو تشويه أو تعديل آخر للعمل المذكور؛ أو
- أي عمل آخر من شأنه الإضرار بشرفه أو سمعته.
- يجوز للممثلين القانونيين للمؤلف ممارسة الحق الممنوح لمؤلف العمل بموجب القسم الفرعي (1)

2. بخلاف الحق في المطالبة بتأليف العمل.
قبلت المحكمة وجود الحقوق المعنوية على الرغم من أن العمل الذي تم التكليف به وتم نقل حقوق الطبع والنشر إلى اتحاد الهند وتم رفع الدعوى بعد 13 عامًا من الفعل المذكور (رفضت المحكمة الدفاع عن القيود على النحو الذي دفعته الحكومة).

### في ماكاو
تنص المادة 41 من القانون على حقوق شخصية غير قابلة للنقل وغير قابلة للتنازل عنها ولا حتى بعد الموت.

### في تايوان
في تايوان، قدم قانون حقوق الطبع والنشر الحقوق الأدبية للثابته لمؤلفين فيما يتعلق بالإسناد والحماية من التغيير بسوء نية، حتى لو كانت الأعمال في المجال العام، على النحو التالي:
- المادة 25 من قانون حق المؤلف لعام 1928
- المادة 21 من قانون حق المؤلف لعام 1944
- المادة 21 من قانون حقوق النشر لعام 1948، لم تتغير عن قانون عام 1944 (أصبحت السلطة القضائية الفعالة لجمهورية الصين مقصورة على منطقة تايوان في عام 1949)
- المادة 21 من قانون حق المؤلف لعام 1964، لم تتغير عن قانون عام 1948
- المادة 26 من قانون حق المؤلف لعام 1985
- المادة 26 من قانون حق المؤلف لعام 1990، لم تتغير عن قانون عام 1985
- المواد 15-21 من قانون حق المؤلف لعام 1992، مع عدم تغيير المادة في الإصدارات اللاحقة من قانون حقوق النشر.

### في الولايات المتحدة الأمريكية
كان للحقوق الأدبية حصة أقل قوة في الولايات المتحدة. حيث يؤكد قانون حقوق النشر في الولايات المتحدة على حماية الحقوق المالية.وعلى حماية حق الأسناد في الأعمال الأبداعية  من فرنسا  بعد الثورة. وعندما انضمت الولايات المتحدة إلى اتفاقية برن، نصت على أن أحكام «الحقوق الأدبية» الواردة في الاتفاقية قد تم تناولها بشكل كاف من خلال قوانين أخرى، مثل القوانين التي تغطي السمعة والتشويه والقذف والتشهير. كما أن بعض الولايات الفردية لديها قوانين للحقوق الفكرية، خاصة فيما يتعلق بالفن المرئي والفنانين (انظر على سبيل المثال، قانون كاليفورنيا للحفاظ على الفن، قانون حقوق تأليف الفنانين (نيويورك)) ومع ذلك، ليس من الواضح ما إذا كانت هذه القوانين.

### قانون حقوق الفنانين (الممثلين)
يمنح قانون حقوق الفنانين التشكيليين لعام 1990 مؤلفي «عمل فني تمثيلي»، على سبيل المثال الصور الفوتوغرافية واللوحات والمنحوتات وما إلى ذلك - الحق غير القابل للنقل.
ومن قوانين حقوق الفنانين:  
- منع استخدام اسم الشخص في أي عمل لم ينشئه المؤلف
- منع استخدام اسم الشخص في أي عمل تم تشويهه أو تعديله بطريقة من شأنها الإضرار بشرف المؤلف أو سمعته
- منع تدمير العمل الفني إذا كان  معترف بها

تختلف هذه الحقوق عن أي حقوق من حقوق الطبع والنشر وملكية نسخة من العمل.

### حق المالكين
لأصحاب حقوق الطبع والنشر الحق في التحكم في التعديلات أو إعداد «الأعمال الأبداعية». يتم إعطاء هذا الحق بموجب قانون حقوق النشر. 

### قانون لانهام
تنص المادة 43 من قانون لانهام على أن  الإعلانات الكاذبة والمضللة ويمكن أن يطبق عليها  حق الإسناد للأعمال المحمية. ومع  ذالك لا يمكن استخدامه لإنشاء حقوق أدبية لأعمال خارج القانون.

### أحترام قانون الأسناد
يرغب المؤلفون في بعض الأحيان في إبعاد أنفسهم عن العمل الذي شاركوا فيه، والبعض إلى درجة عدم الرغبة في الاعتراف بالعمل  
لذالك يلجاء البعض إلى استخدام أسم مستعار فمثلا قرر أحد  مخرجي  أفلام هوليوود  عدم أضهار أسمه في العمل ولاكن الشركة رفضة ذالك لأنه سوف يسبب مشكلة وهي الطعن في الفيلم وتفاديا لها رفضو وضع اسم مستعار وكانت هذه الواقعة في ما بين عام 1999 و1968  
إذا كان العمل غير مكتمل، في بعض الأحيان يختار المؤلف الأصلي اسمًا مستعارًا كاسم بديل لمالك حقوق الطبع والنشر للقيام بكل ما يرغبون في إنهاء العمل غير المرغوب فيه وتسويقه، وقطع الروابط من المنتج.